# Jim Thomas (tennis)
Pour les articles homonymes, voir Thomas et Jim Thomas.
Jim Thomas, né le 24 septembre 1974 à Canton, est un ancien joueur de tennis américain, professionnel de 1998 à 2010.

## Palmarès

### Titres en double (6)
| No | Date       | Nom et lieu du tournoi                        | Catégorie   | Dotation  | Surface      | Partenaire     | Finalistes                    | Score            |          |
| -- | ---------- | --------------------------------------------- | ----------- | --------- | ------------ | -------------- | ----------------------------- | ---------------- | -------- |
| 1  | 08-01-2001 | Heineken Open Auckland                        | Int' Series | 350 000 $ | Dur (ext.)   | Marius Barnard | David Adams Martín García     | 7-610, 6-4       | Parcours |
| 2  | 05-07-2004 | Campbell’s Hall of Fame Championships Newport | Int' Series | 355 000 $ | Gazon (ext.) | Jordan Kerr    | Grégory Carraz Nicolas Mahut  | 6-3, 65-7, 6-3   | Parcours |
| 3  | 19-07-2004 | RCA Championships Indianapolis                | Int' Series | 575 000 $ | Dur (ext.)   | Jordan Kerr    | Wayne Black Kevin Ullyett     | 67-7, 7-63, 6-3  | Parcours |
| 4  | 04-07-2005 | Campbell’s Hall of Fame Championships Newport | Int' Series | 355 000 $ | Gazon (ext.) | Jordan Kerr    | Graydon Oliver Travis Parrott | 7-65, 7-65       | Parcours |
| 5  | 22-05-2006 | Hypo Group Tennis International Pörtschach    | Int' Series | 355 000 $ | Terre (ext.) | Paul Hanley    | Oliver Marach Cyril Suk       | 6-3, 4-6, [10-5] | Parcours |
| 6  | 09-07-2007 | Campbell’s Hall of Fame Championships Newport | Int' Series | 391 000 $ | Gazon (ext.) | Jordan Kerr    | Nathan Healey Igor Kunitsyn   | 6-3, 7-5         | Parcours |

### Finales en double (7)
| No | Date       | Nom et lieu du tournoi                       | Catégorie   | Dotation  | Surface      | Vainqueurs                    | Partenaire     | Score             |          |
| -- | ---------- | -------------------------------------------- | ----------- | --------- | ------------ | ----------------------------- | -------------- | ----------------- | -------- |
| 1  | 20-11-2000 | The Samsung Open Brighton                    | Int' Series | 375 000 $ | Dur (int.)   | Michael Hill Jeff Tarango     | Paul Goldstein | 6-3, 7-5          |          |
| 2  | 30-04-2001 | US Men's Clay Court Championship Houston     | Int' Series | 325 000 $ | Terre (ext.) | Mahesh Bhupathi Leander Paes  | Kevin Kim      | 7-64, 6-2         | Parcours |
| 3  | 10-09-2001 | President's Cup Tachkent                     | Int' Series | 525 000 $ | Dur (ext.)   | Julien Boutter Dominik Hrbatý | Marius Barnard | 6-4, 3-6, [13-11] |          |
| 4  | 31-01-2005 | Millennium Tennis Championships Delray Beach | Int' Series | 355 000 $ | Dur (ext.)   | Simon Aspelin Todd Perry      | Jordan Kerr    | 6-3, 6-3          | Parcours |
| 5  | 13-02-2006 | SAP Open San José                            | Int' Series | 355 000 $ | Dur (int.)   | John McEnroe Jonas Björkman   | Paul Goldstein | 7-62, 4-6, [10-7] | Parcours |
| 6  | 17-07-2006 | RCA Championships Indianapolis               | Int' Series | 575 000 $ | Dur (ext.)   | Bobby Reynolds Andy Roddick   | Paul Goldstein | 6-4, 6-4          | Parcours |
| 7  | 02-10-2006 | AIG Japan Open Tennis Championships Tokyo    | Series Gold | 665 000 $ | Dur (ext.)   | Ashley Fisher Tripp Phillips  | Paul Goldstein | 6-2, 7-5          | Parcours |

## Parcours dans les tournois duGrand Chelem

### En simple
N'a jamais participé à un tableau final.

### En double
| Année | Open d'Australie             | Open d'Australie          | Internationaux de France     | Internationaux de France   | Wimbledon                    | Wimbledon                | US Open                      | US Open                    |
| ----- | ---------------------------- | ------------------------- | ---------------------------- | -------------------------- | ---------------------------- | ------------------------ | ---------------------------- | -------------------------- |
| 2000  | —                            | —                         | —                            | —                          | —                            | —                        | 1er tour (1/32) C. Mamiit    | T. Woodbridge M. Woodforde |
| 2001  | 1er tour (1/32) M. Barnard   | K. Braasch J. Knippschild | 1er tour (1/32) P. Goldstein | J. Knowle L. Manta         | 1er tour (1/32) M. Barnard   | J. Erlich A. Ram         | 2e tour (1/16) M. Barnard    | D. Johnson J. Palmer       |
| 2002  | —                            | —                         | 2e tour (1/16) T. Vanhoudt   | B. Bryan M. Bryan          | 1er tour (1/32) A. Sá        | M. Knowles D. Nestor     | 1er tour (1/32) M. Barnard   | D. Johnson J. Palmer       |
| 2003  | 1er tour (1/32) T. Vanhoudt  | D. Adams R. Koenig        | 1er tour (1/32) O. Fukárek   | X. Malisse K. Vliegen      | 1er tour (1/32) D. Vacek     | M. Llodra F. Santoro     | 1/8 de finale S. Prieto      | M. Damm C. Suk             |
| 2004  | 1er tour (1/32) N. Lapentti  | R. Koenig P. Pála         | 1er tour (1/32) D. Škoch     | J. Erlich A. Ram           | 1er tour (1/32) I. Karlović  | A. Sá F. Saretta         | 2e tour (1/16) J. Kerr       | R. Nadal T. Robredo        |
| 2005  | 2e tour (1/16) J. Kerr       | M. Llodra F. Santoro      | 1er tour (1/32) D. Škoch     | É. Roger-Vasselin G. Simon | 1er tour (1/32) J. Kerr      | A. Fisher C. Haggard     | 1/2 finale P. Goldstein      | B. Bryan M. Bryan          |
| 2006  | 1er tour (1/32) P. Goldstein | C. Ball A. Coelho         | 1er tour (1/32) N. Healey    | F. Čermák L. Friedl        | 1er tour (1/32) P. Goldstein | Y. Allegro K. Vliegen    | 1/4 de finale P. Goldstein   | A. Fisher T. Phillips      |
| 2007  | 1er tour (1/32) P. Goldstein | A. Martín P. Starace      | 2e tour (1/16) Y. Allegro    | O. Rochus K. Vliegen       | 1er tour (1/32) Y. Allegro   | C. Kas A. Peya           | 1er tour (1/32) P. Goldstein | P. Cuevas W. Eschauer      |
| 2008  | 1er tour (1/32) R. Kendrick  | M. Granollers S. Ventura  | 2e tour (1/16) M. Daniel     | D. Nestor N. Zimonjić      | 1er tour (1/32) H. Levy      | J. Tipsarević V. Troicki | 1er tour (1/32) Lu Y-h.      | D. Nestor N. Zimonjić      |

N.B. : le nom du ou de la partenaire se trouve sous le résultat ; le nom des ultimes adversaires se trouve à droite.

### En double mixte
| Année | Open d'Australie | Open d'Australie | Internationaux de France | Internationaux de France | Wimbledon | Wimbledon | US Open                      | US Open                     |
| ----- | ---------------- | ---------------- | ------------------------ | ------------------------ | --------- | --------- | ---------------------------- | --------------------------- |
| 2006  |                  |                  |                          |                          |           |           | 1er tour (1/16) F. Schiavone | M. Shaughnessy J. Gimelstob |

N.B. : le nom de la partenaire se trouve sous le résultat ; le nom des ultimes adversaires se trouve à droite.